# Hanging by a Moment
Hanging by a moment는 미국의 록 밴드 라이프하우스의 곡이다. 그들의 첫번째 정규 음반이자 데뷔 앨범인 No Name Face에 수록된 곡으로 첫번째 싱글이다. 곡은 팀의 리드 보컬인 제이슨 웨이드 (Jason Wade)가 작곡하였으며 그는 이 곡을 5분만에 작곡했는데 큰 성공을 기대하지는 않았다고 한다. 미국의 프로듀서 론 아넬로 (Ron Aneillo)가 프로듀싱하였으며 브랜든 오브라이언이 엔지니어링 및 믹싱을 담당하였다. 음악적으로는 얼터너티브 록 음악 중에서도 포스트 그런지 장르에 해당하는 곡으로 분류할 수 있다. 곡은 2000년 4월 24일에 드림웍스 레코딩을 통해 발매되었다. 비록 빌보드 HOT 100 차트 1위에 오르지는 못했지만 라이프하우스의 대표곡 중 하나로 여겨지며 2000년 한해동안 차트의 상위에 랭크되었다. 2000년 빌보드 차트 올해의 노래 (No.1 Song of the year)에 선정되었다.
평론가들은 이 곡을 긍정적으로 평가하는데 특히 연주법에 관하여 매우 긍정적으로 평가하였다. 곡은 미국, 호주에서는 차트 Top 10위 안에 선정되고 네덜란드, 영국, 뉴질랜드 등에서는 차트 상에 오르는 상업적 성공을 거두었다. 2001년에는 "호주음반산업협회" (Australian Recording industry Association : ARIA)에서 2x Platinum을 수상하였으며 미국에서 가장 라디오에 많이 방송된 곡으로 선정되기도 했다. 공식 뮤직비디오는 2000년 12월 7일에 Vh1.com을 통해 공개되었다. 라이프하우스는 또다른 미국의 유명 록 밴드 더 콜링 (The Calling)과 싱어송라이터 미쉘 브랜치 (Michelle Branch)의 투어에서 Matchbox Twenty, 3 Doors Down과 함께 오프닝을 맡아 공연하였다.

## 작곡 비하인드
"8곡의 보컬 녹음을 막 마쳤을 때 였어요. 그 노래들을 작곡하기 전에 어떤 멜로디가 머릿 속을 스쳐갔죠. 그 멜로디는 내 친구가 쓴 것이거나 라디오에서 들었던 멜로디는 확실히 아니었죠. 전 바로 기타를 들고 대충 멜로디를 쳐보았는데 소름이 돋았어요. 거의 완성된 멜로디나 다름이 없었거든요. 5분 만에 곡 뿐만 아니라 가사까지 다 완성이 되었어요. 바로 그 다음 주에 그 곡을 녹음했고 첫번째 싱글이 됐죠. 참 재미있었어요. 왜냐하면 앨범에 수록된 다른 곡들이랑은 다른 빠른 비트와 적은 멜로디가 들어간 또 다른곡이 필요하다고 생각하고 있었던 참이었거든요."

이 곡은 라이프하우스의 리드 보컬 제이슨 웨이드에 의하여 작곡되었다. 곡은 미국의 프로듀서 론 아넬로가 프로듀싱했고 브랜든 오브라이언이 믹싱하였다. 빌보드와의 인터뷰에서 이 곡에 관하여 묻는 질문에 웨이드는 다음과 같이 답했다. "곡은 빠른 템포에 라디오에서 듣기 좋은 노래였죠. 그 곡을 첫번째 싱글로 택한 것이 정말 잘한 선택이었다고 생각합니다." 그는 곡을 작곡했을 때의 이 곡에 거는 기대를 다음과 같이 표현했다. "제가 곡을 쓸 때 가지는 궁극적인 목표는 바로 사람과 사람을 연결시켜주는 것이죠. 가사로는 전체적인 큰 그림을 보여줄 수는 없어요. 그러나 사람들이 어디서부터 관계를 맺어나가야 할지 그 길을 보여줄 수는 있죠. 우리는 정말 좋은 사람들이고 우리가 하는 모든 일을 통해 그것이 묻어나고 사람들과 연결되는 통로가 되었으면 좋겠습니다." 이후 곡을 쓴 사연에 대해 묻는 "Launch"와의 인터뷰에서 그는 다음과 같이 말했다. "전 이곡이 앞으로 어떻게 되겠다 혹은 어떻게 될지 생각조차 하지 못하고 그냥 썼어요." 그는 또한 그 인터뷰에서 이 곡을 5분만에 작곡했다고 밝혔다.

## 차트 기록
"Hanging by a Moment"는 2001년 2월 10일에 “빌보드 HOT 100 차트” 주간 76위에 랭크되며 데뷔하였다. 순위는 서서히 올라 2001년 6월 16일에는 마이아(Mýa), 릴 킴 (Lil' Kim]), 핑크 (Pink), 그리고 "Lady Marmalade"를 부른 크리스티나 아귈레라 (Christina Aguilera)를 제치고 차트 2위에 올랐다. 2위라는 정점에 오른 뒤 순위는 서서히 하락하여 2002년 2월 16일까지 무려 연속 55주 간 차트 순위를 유지하였다. 또한 록 음악 라디오 채널 등에서 폭발적인 인기를 끌어 2001년 1월 27일부터 3주간 방송 건 수 1위를 차지하였다. 2000년 8월 28일에 곡은 빌보드 얼터너티브 록 차트에서 36위로 데뷔하였고 이후 1위까지 차지하였으며 연속적이진 않았지만 36주간 차트에 이름을 올렸다. 2001년 3월 3일, 빌보드 팝송 주간 차트에 32위로 데뷔하였다. 연속 37주간 차트에 이름을 올리며 2001년 3월 19일에는 1위를 차지한다. 2001년 2월 10일, 빌보드 HOT 100 Airplay (핫 100 라디오 방송 음원) 차트에서 "Hanging by a Moment"는 주간 차트 70위로 데뷔하였으며 연속 55주간 차트에 머물며 2001년 7월 14일에는 1위에 이름을 올렸다. 2001년 2월 24일, 빌보드 성인 Top 40 차트에 37위로 데뷔하였으며 2001년 6월 23일에는 1위를 기록하고 연속 74주 동안 차트에 랭크되어 있었다. "Hanging by a Moment"는 2001년 가장 많이 재생된 음원이 되었으며 1989년 시카고의 "Look Away" 이후 남성 록 그룹의 곡으로는 처음으로 올해의 노래에 선정되었다.
"Hanging by a moment"는 다른 나라에서도 성공을 거두었다. 호주에서 2001년 6월 17, ARIA 차트 36위로 데뷔하여 연속 24주간 차트에 랭크되며 최고 1위를 기록하였다. 호주에서도 매우 큰 인기를 얻은 관계로, 2001년 "Hanging by a Moment"는 "호주음원산업협회 (Australian Recording Industry Association ARIA)으로부터 2x Platinum을 수상했다. 네덜란드에서는 2001년 6월 9일, "메가 싱글 Top 100"차트에 95위로 데뷔하였으며 최고 31위까지 기록하였다. 2001년 3월 11일, "뉴질랜드 싱글 차트" 주간 차트에 48위로 데뷔하였으며 연속 31주간 차트에 머무르며 최고 6위까지 기록하였다. 영국에서는 2001년 9월 8일에 "UK 싱글 차트"에 25위를 기록하였다.

## 뮤직비디오
뮤직비디오는 가빈 보우든 (Gavin Bowden)이 감독하였으며 2000년 12월 7일 Vh1.com을 통해 공개되었다. 이후 드림웍스에서 제작하고 MTV2에서 방송한 비공식 뮤직비디오가 있지만 이 뮤직비디오가 공식 뮤직비디오다. "MTV 라디오"와의 인터뷰에서 웨이드는 다음과 같이 말했다. "우리는 LA의 크랜쇼(Crenshaw)라는 위층에는 볼링장, 아래층에는 롤러장이 있는 아주 멋진 곳에서 뮤직비디오를 촬영했어요. 그곳은 이상하게도 복고풍의 느낌을 풍기는 곳이었죠. 촬영을 위해 세팅을 마치고 촬영에 들어갔을 때 우리는 매 10초마다 촬영을 끊어갔어야 했어요. 위층에서 볼링공이 굴러가는 소리 때문에요. 그게 촬영 중에 가장 멋졌던 점인 것 같아요! 늦은 밤이 되어서야 촬영을 마칠 수 있었죠."

## 크레딧
- 작곡 – 제이슨 웨이드 (Jason Wade)
- 프로듀서 – 론 아넬로 (Ron Aniello)
- 오디오 믹싱 – 브랜든 오브라이언 (Brendan O'Brien)

## 수록 목록
| - US CD single 1. "Hanging by a Moment" — 3:36 2. "Fairytales Sandcastles" — 3:52 3. "What's Wrong With That" — 3:54 4. "Fool" — 4:21 - Australian CD single 1. "Hanging by a Moment" — 3:36 2. "Fairytales Sandcastles" — 3:52 3. "What's Wrong with That" — 3:54 4. "Fool" — 4:21 - European CD maxi single 1. "Hanging by a Moment" — 3:36 2. "Fairytales Sandcastles" — 3:52 3. "Hanging by a Moment" (Acoustic Version) — 3:30 4. CD-ROM "Hanging by a Moment" Music Video | - Australasia CD maxi single 1. "Hanging by a Moment" — 3:36 2. "Fairytales Sandcastles" — 3:52 3. "What's Wrong with That" — 3:54 4. "Fool" — 4:21 - European promo single 1. "Hanging by a Moment" — 3:36 - UK CD single 1. "Hanging by a Moment" — 3:36 2. "Fairytales Sandcastles" — 3:52 3. "Hanging by a Moment" (Acoustic Version) — 3:30 4. CD-ROM "Hanging by a Moment" Music Video |